# Svatopetrské náměstí
Svatopetrské náměstí (italsky Piazza San Pietro) je hlavní vatikánské náměstí ležící před bazilikou sv. Petra. Dnešní monumentální podobu dostalo za papeže Alexandra VII. (1655–1667). Ještě v ten den, kdy byl zvolen papežem, požádal Giana Lorenza Berniniho, aby zpracoval nové úpravy náměstí. Náměstí se skládá ze dvou prostranství, většího elipsovitého a menšího lichoběžníkového. Sedmnáct metrů širokou kolonádu tvoří vždy čtyři toskánské sloupy v řadě o výšce patnácti metrů (celkem pak 284 sloupů a 88 pilířů). Na horní římse kolonády jsou umístěny sochy svatých, po sedmdesáti na každé straně. Ideovým svorníkem sochařské výzdoby je socha Krista Spasitele nad středem fasády baziliky sv. Petra. Náměstí má kapacitu zhruba 400 000 lidí. Vedle obelisku jsou na náměstí fontány od Carla Maderna a Giana Lorenza Berniniho.

## Obelisk

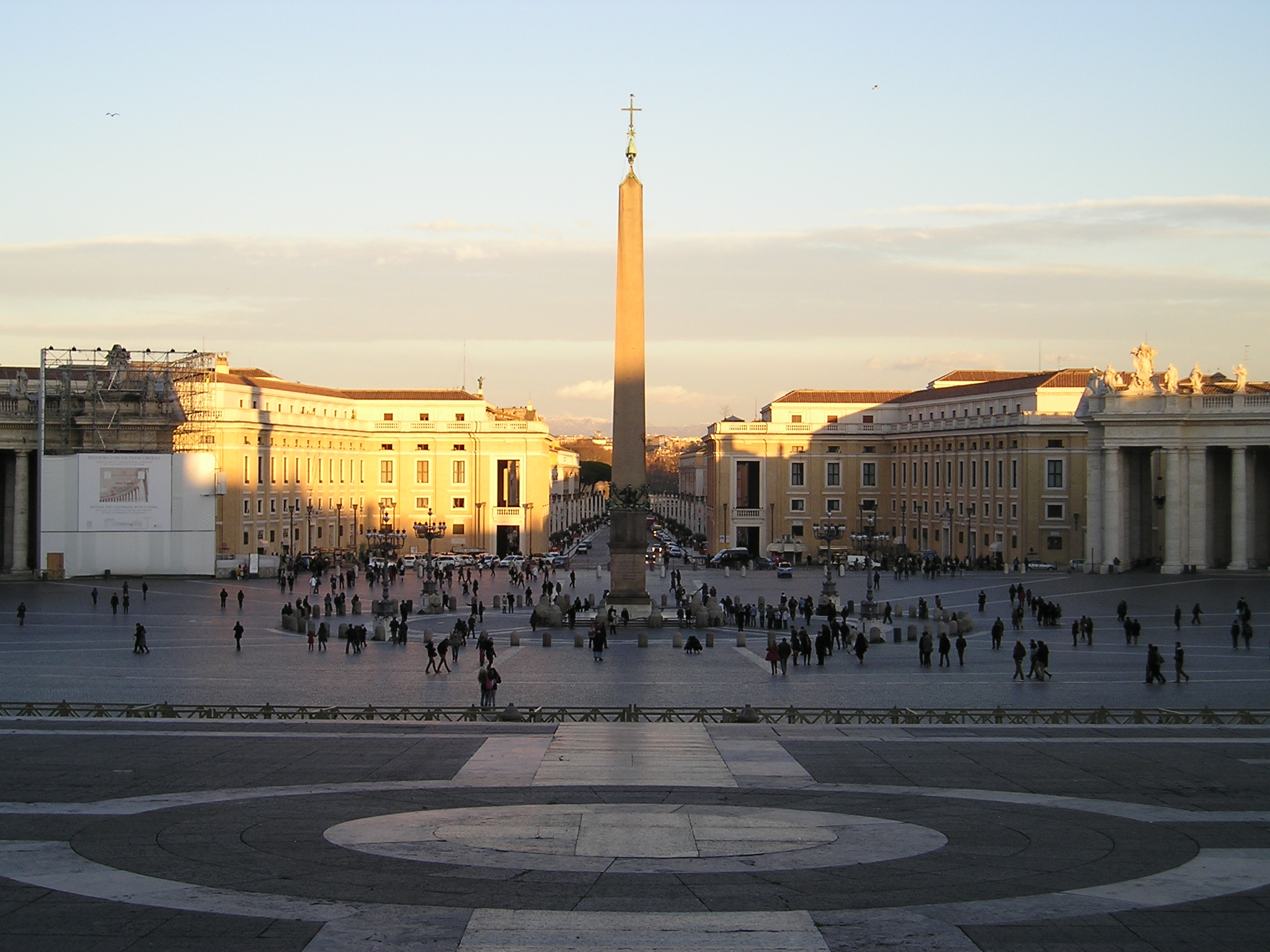
Obelisk

Ve středu náměstí se tyčí obelisk vysoký 25,5 m (s podstavou 41 m) a vážící 331 t. Nejsou na něm zachovány žádné egyptské hieroglyfy. Původně byl vztyčen v Iunu dnes neznámým faraonem z 5. dynastie. Císař Augustus nechal obelisk přemístit na Forum Julianum v Alexandrii. Roku 37 jej nechal císař Caligula podruhé přemístit, tentokrát po moři do Říma, kde byl znovuvztyčen na Neronově/Caligulově circu. Roku 1586 byl obelisk potřetí přesunut a to na svoji současnou pozici, přesun si objednal papež Sixtus V. a realizován byl pod vedením architekta Domenica Fontany.